# 苑陵故城
苑陵故城位于河南省郑州航空港经济综合实验区（行政区划属于新郑市），为古代苑陵县的古城址，2000年9月被列入河南省文物保护单位，2013年3月被列入第七批全国重点文物保护单位。

## 历史
苑陵城为秦汉时期名城之一。据《括地志》、《郑通志》以及《史记》等史籍记载，苑陵城在春秋时期曾为郐国属地，郑武公灭郐后归属郑国，韩灭郑后属韩国，为郑国和韩国的重要防护城邑之一。秦始皇十七年（前230年）于此置苑陵县。西汉初年，刘邦派大将樊哙攻下苑陵城，仍设苑陵县。南北朝时期，西魏大都督宇文贵以2000人大败东魏数万兵马，东魏将军任祥退守苑陵，宇文贵追击，双方于苑陵大战。隋大业初年，苑陵城并入新郑，唐武德四年（621年）复置苑陵县，贞观元年（627年）再废，并入新郑县。

## 考古发现及现状
苑陵故城城垣周长4000米，东西长约2300米，南北宽1700米。东城墙高16米，基宽32米，顶宽5米左右。北城墙高9米，基宽13米。整个城墙用黄土夯筑而成，夯层厚约0.8厘米。城墙下层为小圆夯窝，应为春秋早期。四周城墙以东墙、北墙保存较好．西墙、南墙保存较差。在北墙的东段中部、西段中部以及东墙南北两端筑有马面四个。苑陵故城初步调查发现有许多建筑基址、道路、水井和灰坑。附近有31座墓冢，可能为贵族墓葬。城内外出土有铜器、陶器和大量米字纹空心砖。苑陵城东墙外相连有东城，据清乾隆四十一年《新郑县志》记载：“今县东北三十五公里，有二城相连。其西苑陵，东则制城也。与《左传注》、《汉书》、《水经注》之说相符”。东城即制城，目前东城的东、南、北城墙地上已无存，只在东南城墙拐角处有少量夯土墙体。高约1.5米，宽3米左右。
目前以古城址为中心建有苑陵故城遗址公园，为郑州园博园的C区。苑陵故城遗址公园占地面积约1920亩，于2017年9月与郑州园博园同步开放。